# NYSE Euronext
NYSE Euronext, Inc (NYSE: NYX, Euronext: NYX) fou una corporació americana / Europea amb fins de lucre, que opera múltiples valors borsaris, més notòriament al New York Stock Exchange (the "Big Board "), el Euronext, i el NYSE Arca.
NYSE Euronext va néixer el 2007 de la fusió del NYSE (New York Stock Exchange) amb Euronext.
Euronext era una gran borsa de valors Europea, sorgida de la fusió de les borses de París, Amsterdam, Brussel·les, Lisboa i Porto i del LIFFE (London International Financial Futures and Options Exchange).

## Places borsàries
Les principals places borsàries on actua NYSE Euronext són:
- Brussel·les, Bèlgica -  Euronext Brussel
- París, França -  Euronext París
- Amsterdam, Països Baixos -  Euronext Amsterdam
- Lisboa, Portugal - Euronext Lisboa
- Londres, Regne Unit - Euronext.LIFFE
- Chicago, Estats Units d'Amèrica - NYSE Arca (antigament Archipelago)
- Nova York, Estats Units d'Amèrica -  NYSE, seu central
- San Francisco, Estats Units d'Amèrica - NYSE Arca (antigament Pacific Exchange)